# إبراهيم الحجار
إبراهيم الحجار (7 يناير 1922 - 4 سبتمبر 2000) هو مغني مصري.

## حياته ومسيرته
ولد الفنان المصري الكبير إبراهيم الحجار في7 يناير 1922م بمحافظة بني سويف بجمهورية مصر العربية . صمم والده على تحفيظه القرآن الكريم ثم انتسب إلى مدرسة المعلمين ثم مدرسة معلمي بني سويف. قرر الرحيل إلى العاصمة القاهرة عندما بلغ من العمر 22 سنة (1944م) ليخوض امتحان الأصوات الجديدة في هيئة الإذاعة. انتسب في معهد الموسيقى العربية، وتم اعتماده مغني بشكل رسمي في هيئة الإذاعة سنة 1945م. في سنة 1968م تم تعيينه في إدارة الأوبرا وشكل فرقة موسيقية اسماها (فرقة الموسيقى العربية) واشترك في العديد من الحفلات التي كانت تقام بصورة نصف شهرية حتى تمت إحالته إلى التعاقد في سنة 1982م. ولكنه لم يتوقف واستمر عطائه في تدريس وتحفيظ الموشحات والأدوار وشرح وتحليل الألحان والجمل الموسيقية لطلبة المعهد العالي للموسيقى العربية. خرج العديد من المطربين والمطربات الكبار أمثال: لطيفة، طارق فؤاد، أنغام، أحمد إبراهيم، مدحت صالح، نادية مصطفى، شيرين وجدي، أنوشكا، مي كساب، وولداه أحمد الحجار وعلي الحجار. توفي في 4 سبتمبر 2000م.

## روابط خارجية
- إبراهيم الحجار على موقع الدهليز
- إبراهيم الحجار على موقع قاعدة بيانات الأفلام العربية